# 長坂ジャンクション
長坂ジャンクション（ながさかジャンクション）は、山梨県北杜市に計画されている中央自動車道と中部横断自動車道（山梨・長野区間）を繋ぐジャンクションである。名称は仮称である。
現時点で当ジャンクションに接続する中部横断自動車道は基本計画区間であり、供用時期は未定である。

## 接続する路線
- E20 中央自動車道
- E52 中部横断自動車道（計画中）

## 隣
E20 中央自動車道
(17-1) 長坂IC - (長坂JCT ：予定) - 八ヶ岳PA - (18) 小淵沢IC
E52 中部横断自動車道
(長坂JCT ：予定) - (基本調査区間約34 km) - 八千穂高原IC